# Glorieuse Révolution
Cet article concerne la seconde révolution anglaise. Pour la précédente, voir Première révolution anglaise. Pour la révolution espagnole dite Gloriosa, voir Révolution de 1868.
La Glorieuse Révolution, Glorious Revolution ou Bloodless Revolution (« Révolution sans effusion de sang ») en anglais, aussi appelée seconde révolution anglaise, est une révolution ayant eu lieu de 1688 à 1689 et décrite dans un premier temps comme « pacifique ».
Elle eut pour conséquence de renverser le roi Jacques II d'Angleterre (Jacques VII d'Écosse) et provoqua l’avènement de la fille de celui-ci, Marie II, et de son époux, Guillaume III, prince d'Orange, appelés sur le trône par le Parlement anglais. La révolution renforça la monarchie mixte et conforta le rôle du parlement face à la Couronne.

## Dénomination
Le terme de « pacifique » attribué à cette révolution est à nuancer, tout d'abord en raison des combats sévères qui opposèrent les partisans catholiques à l'armée néerlandaise de Guillaume III, ainsi qu'à cause de la sanglante contre-révolution qui s'ensuivit en Irlande peu de temps après, ce qui la renversa.

## Déroulement
Succédant à son frère Charles II en 1685, le catholique Jacques II, ancien duc d'York, s'aliéna rapidement l'opinion par des mesures impopulaires :
- violence de la répression contre la rébellion du duc de Monmouth ;
- création d'une armée permanente ;
- entrée de catholiques dans l'armée et dans les universités ;
- rapprochement avec la papauté, et venue d'un nonce apostolique à Londres.

En avril 1687, quelques mois avant sa fuite, il demanda qu'une déclaration d'indulgence, accordant la liberté de culte aux catholiques et aux dissidents, soit lue dans toutes les églises. L'archevêque de Cantorbéry, William Sancroft, et six autres évêques, s'y opposèrent. Ils furent emprisonnés, accusés de sédition et jugés non coupables.
Jusque-là, ses deux filles étant protestantes, les risques semblaient contenus. Cependant, en juin 1688, la naissance d'un fils, Jacques Édouard, issu d'un second mariage avec une catholique, Marie de Modène, sembla garantir une succession catholique. Cela incita les opposants à agir, mais le souvenir encore frais de la guerre civile, assorti d'un certain loyalisme, dissuadait de tout mouvement violent.
De nombreux Anglais s’en inquiétaient, d'autant plus qu'en France au même moment, les protestants étaient persécutés par le roi Louis XIV, qui avait révoqué l'édit de Nantes en 1685. Ils choisirent de faire appel au prince d'Orange pour détrôner Jacques II.
Guillaume III d'Orange, stathouder des Pays-Bas, avait épousé la fille de Jacques II, Marie. Voulant obtenir une alliance entre l'Angleterre et les Pays-Bas contre les politiques de Louis XIV, il déclencha les hostilités en débarquant avec une armée à Brixham (Torbay) le 15 novembre 1688 (5 novembre du calendrier julien).
Guillaume et Marie partent le 11 novembre de Hellevoetsluis, en Hollande, avec 14 000 mercenaires au service des Pays-Bas et 7 000 soldats (huguenots français et volontaires anglais et écossais). Leur flotte est deux fois plus importante que l'armada espagnole de 1588 et compte 53 bateaux de guerre ainsi que 400 navires de transports.
Soucieux de protéger sa famille, Jacques II s'exile en France. Guillaume d'Orange en profite dès son arrivée à Londres le 28 décembre 1688 : le départ du roi équivalait à une abdication. S'emparant du gouvernement en accord avec le parlement, Guillaume d'Orange réunit une convention qui proclame la déchéance du roi et offre le trône conjointement à la princesse Marie et au prince Guillaume.
En contrepartie, ceux-ci contresignent en février 1689 la Déclaration des droits (Bill of Rights), qui inscrivit dans la loi les acquis du Commonwealth d'Angleterre et du règne de Charles II :
- l'accession au trône est interdite aux catholiques ;
- des élections libres et le renouvellement du Parlement sont assurés ;
- la présence d'une armée en temps de paix est illégale.

Historiquement, cette Déclaration des droits, à la fin du XVIIe siècle, marque la naissance d'une forme de régime parlementaire.

## La participation de3 300volontaires huguenots
De nombreux huguenots ont fui aux Provinces-Unies des Pays-Bas espagnols dès la fin du XVIe siècle avec le départ de 30 000 protestants flamands d'Anvers pour Amsterdam, devenue capitale des libertés en Europe. En 1685, lors des dragonnades et de la révocation de l’édit de Nantes, c'est donc vers les Provinces-Unies que fuient naturellement les huguenots de la deuxième génération d'immigrants.
Guillaume d’Orange a très vite créé la ligue d'Augsbourg pour freiner les ardeurs de Louis XIV et du catholique Jacques II, devenu roi d'Angleterre en 1685. En 1688, au sein de l'expédition de 11 000 fantassins et 4 000 cavaliers qui débarquent en Angleterre et organisent la Glorieuse Révolution, figurent des réfugiés protestants français en Hollande : trois régiments d'infanterie, de 750 hommes chacun, et un escadron de cavalerie, composés entièrement de Français, auxquels s'ajoutent, disséminés dans les autres régiments, environ 730 officiers français, qui ont l'expérience des campagnes menées sous Turenne et Schomberg, soit un total d'environ 3 300 huguenots.
L'ensemble de cette armée est dirigé par le maréchal Schomberg, qui était deux années auparavant le général en chef de l'armée du Brandebourg, sous Frédéric-Guillaume Ier de Prusse, qui dessine à cette époque les contours de la Prusse.

## Exil, résistance et débarquement de Kinsale
Les partisans de Jacques II qui refusèrent l'allégeance à Guillaume et Marie furent appelés les non-jureurs ou jacobites. Beaucoup se réfugièrent en France à partir du 2 janvier 1689 et furent accueillis par Louis XIV à Versailles, le 22 janvier suivant. De là, ils préparèrent notamment le débarquement de Kinsale, sur la côte sud de l'Irlande, le 12 mars 1689 avec 10 000 soldats français.
Nombreux parmi les catholiques irlandais et écossais, ils furent battus à la bataille de la Boyne, en Irlande en 1690, où ils combattirent aux côtés des 10 000 soldats du corps expéditionnaire français envoyé par Louis XIV, et à Glencoe, en Écosse en 1692, où certains clans écossais les avait rejoints. Ces soldats écossais avaient dans un premier temps accepté d'héberger les soldats protestants et attendaient l'avis du roi, réfugié en France, pour répondre à l'appel des protestants à se démobiliser en échange d'une amnistie. Ils tombent dans une embuscade historique à Glen Coe, dans les Highlands, victimes d'un message tardif de Jacques II, qui espère ainsi discréditer les troupes protestantes.
Une tentative de reconquête jacobite, sous forme de débarquement, avec l'aide de Louis XIV et de Louvois au départ du port français de La Hougue, dans le Cotentin français, échoue en 1692.
Dans les années 1700, les jacobites s'installent dans le port français de Nantes, où une colonie irlandaise existe déjà depuis les années Cromwell et se renforce avec l'armateur James Sarsfield, 2e comte de Lucan (en), fils de Patrick Sarsfield, officier irlandais qui a servi en France dans l'armée de Louis XIV de 1671 à 1678 puis sous Jacques II, période où il a signé le traité de Limerick qui mettait fin à la guerre, garantissait les droits du peuple irlandais et permettait à vingt mille soldats irlandais, appelés les oies sauvages, d'émigrer avec lui vers la France.
Actifs dans le grand commerce maritime, les jacobites maintiennent des relations avec l'Irlande jusqu'en 1741, l'année de la dernière tentative de débarquement, puis se concentrèrent sur les esclaves vers les Antilles, qui représentent ensuite un tiers du commerce des jacobites contre un sixième pour la moyenne des autres marchands nantais. Sur 2 498 navires entrés à Nantes entre 1733 et 1741, on ne compte pas moins de 471 en provenance des différents ports irlandais. Parmi eux, Jean Stapleton, négociant et planteur à Saint-Domingue, ou Antoine Walsh, l'une des premières fortunes de la ville, qui organisa 46 voyages de commerce triangulaire dont sept pour la seule année 1751.
Nantes est le port auquel Louis XIV, fidèle soutien des jacobites, apporte un soutien régulier, dès les années 1670, puis au moment de l'essor de Saint-Domingue. Ce soutien en fait à la fois le premier port négrier d'Europe et la capitale des jacobites. Ils y prépareront aussi les expéditions vers l'Écosse en 1706 et 1715.

## Compromis en Irlande, les crimes de Cromwell partiellement effacés
Le patriote irlandais Patrick Sarsfield détruit l'artillerie de Guillaume III, qui est forcé de battre en retraite mais écrase ensuite l'armée irlandaise devant Aughrim, et Limerick doit capituler. Au terme du traité de Limerick (1691), les catholiques obtiennent une certaine liberté religieuse, et les terres qu’ils possédaient sous Charles II leur sont restituées.
Les protestants s'installent cette fois du côté de Dublin pour montrer qu'ils ne sont pas solidaires des implantations coloniales de l'époque cromwellienne, dans l'Ulster et revendiquent toujours aujourd'hui un héritage « orangiste », qui n'a guère de réalité historique.
Le traité de Limerick, qui entraîne le départ en France de toute la noblesse irlandaise, laisse cependant le peuple catholique irlandais sans défenseurs face au nouvel État prônant une certaine liberté de culte mais incarné de fait par des protestants, ce qui fragilise l'équilibre voulu par le traité.

## Révolution ou invasion?
Plusieurs historiens questionnent désormais la nature des changements politiques menant au renversement de Jacques II. La plupart des historiens penchent désormais pour décrire la Glorieuse Révolution comme une invasion néerlandaise de la Grande-Bretagne dans des circonstances de tensions internationales élevées. En effet, sans le débarquement de troupes d'élite néerlandaises, le renversement n'aurait probablement jamais eu lieu. Cette invasion, de connivence avec certains protestants orthodoxes anglais, permit ainsi l'établissement d'une monarchie constitutionnelle.
Pour l'historien Jonathan Israel, entre autres, l'aspect de l'invasion extérieure aurait été dissimulé par les Anglais pour des raisons nationalistes, certes, mais surtout par l'efficacité de la propagande néerlandaise, qui voulait à l'époque s'assurer l'appui de grands personnages anglais et, à ce titre, mettait l'accent sur la légitimité religieuse et dynastique de l'intervention de Marie et Guillaume contre le souverain régnant anglais. Gérard Valin a étudié les motivations religieuses des diverses parties prenantes et leurs liens avec les intérêts économiques, financiers et géostratégiques de l'époque.

## Conséquences économiques et sociales
La Glorieuse Révolution assure une certaine stabilité religieuse en Angleterre et ainsi la sécurité pour les protestants, qui vont alors y émigrer de toute l'Europe, en anglicisant parfois leurs noms (mais moins souvent que par le passé). La révocation de l'édit de Nantes en 1685 et les dragonnades contre les huguenots ont commencé dès 1680 et 200 000 d'entre eux quittent la France, dont une partie rejoindra l'Angleterre.
Sur le plan religieux, les droits pour les catholiques négociés par leurs chefs irlandais en 1691 à l'occasion du traité de Limerick ne sont pas respectés à partir des années 1700, avec les lois pénales qui instaurent des discriminations.
Le nouveau régime anglais, partiellement dirigé par une élite néerlandaise, crée en 1694 la première banque nationale (la Banque d'Angleterre), qui prête à l'État les fonds permettant d'aménager le réseau des rivières anglaises et de construire une importante flotte, la Royal Navy, qui devient maîtresse des océans en une dizaine d'années, peine à réduire la piraterie dans les Antilles, à partir de 1710, les pirates recrutant des mutins de la Navy. La nouvelle banque centrale est très vite à l'origine du développement de banques commerciales, qui irriguent financièrement le pays.
La Glorieuse Révolution réédite à Londres ce qui s'est passé 80 ans plus tôt à Amsterdam, avec une forte croissance urbaine, financière, intellectuelle et maritime, malgré l'opposition violente de la France de Louis XIV et de la papauté. C'est l'époque de la création des Lloyd's of London et des cercles boursiers qui se réunissent à la Jonathan's Coffee-House, bientôt transformée en bourse des valeurs. L'une des premières actions importantes devait être la compagnie du Darién, en 1698, mais l'opération ne se fait pas à Londres mais en Écosse à la Royal Bank of Scotland.
En décidant de ne pas renouveler la loi sur la presse (Licensing Act), le Parlement anglais ouvre en particulier la voie à la liberté de la presse, qui prend son essor et se spécialise. Les nouvelles libertés stimulent l'immigration d'artisans et ingénieurs de toute l'Europe, en particulier de France, et posent les bases de la révolution industrielle survenue un demi-siècle plus tard.
L'Angleterre dépose deux fois plus de brevets en 1690-1699 que dans chaque décennie de 1660 à 1690. Le Parlement multiplie les prix et les récompenses financières pour les ingénieurs et les inventeurs. Les chercheurs Douglass North et Barry Weingast (en) ont, dans un article célèbre, attribué l'essor du crédit public en Angleterre au XVIIIe siècle à l’établissement d’une monarchie de type parlementaire, les droits de propriété des créanciers se voyant enfin défendus contre l’arbitraire de l’État. Cette interprétation, très ancrée dans les théories néo-institutionnalistes anti-étatistes des années 1980 et 1990, a néanmoins été fortement critiquée et en particulier considérée comme anachronique par Bruce Carruthers et Stephan Epstein.